# Boufarik

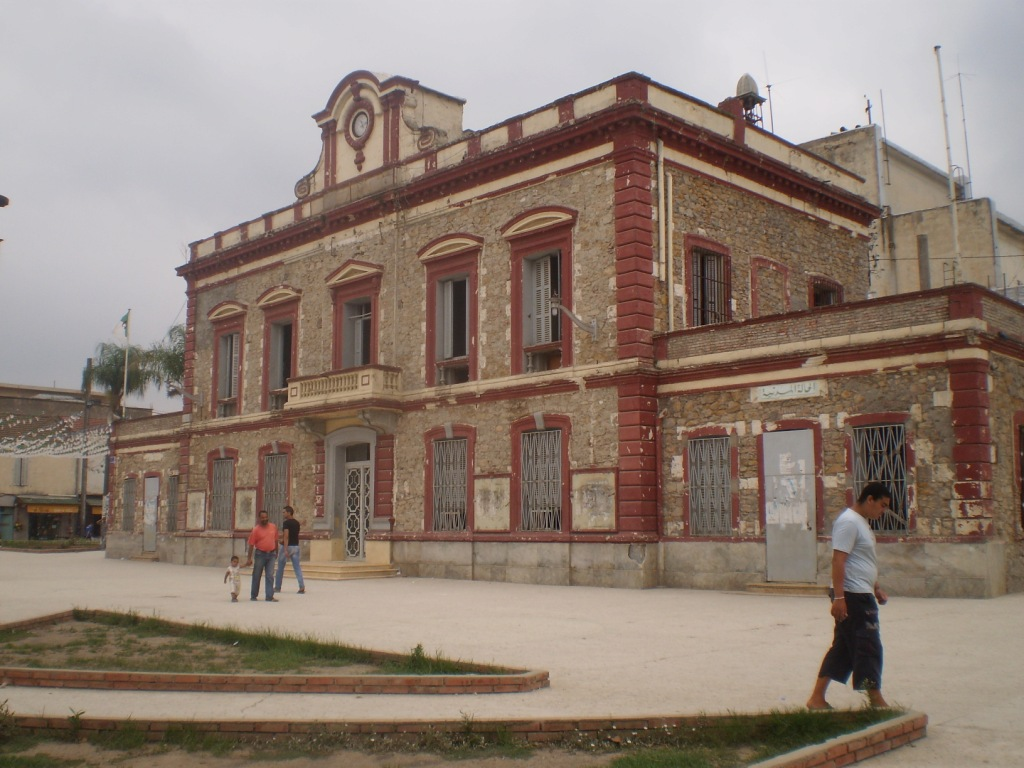
Rådhuset i Boufarik.

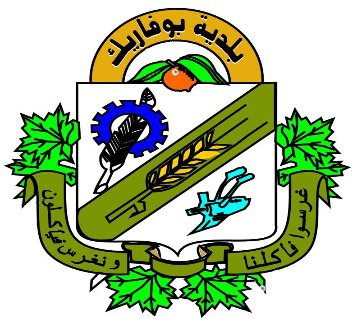
Boufariks vapen.

Boufarik är en stad i provinsen Blida i Algeriet, ungefär 30 km från Alger. Folkmängden i kommunen uppgick till 71 446 invånare vid folkräkningen 2008, varav 57 162 bodde i centralorten. Staden är känd för sin produktion av apelsiner.